# Хайнрих II фон Ринек
Хайнрих II фон Ринек (на немски: Heinrich II von Rieneck; † 1343) е граф на Графство Ринек.

## Произход
Той е вторият син на граф Герхард IV фон Ринек (* ок. 1230; † 26 април 1295) и съпругата му Аделхайд фон Хоенлое-Браунек († сл. 1326), дъщеря на Хайнрих I фон Хоенлое-Браунек-Нойхауз († 1267). Брат е на граф Лудвиг VII фон Ринек († 1330), женен за Елизабет фон Хоенлое († 1344), на Анна († 1306), омъжена за Йохан I фон Ербах, и на Аделхайд († 1299), омъжена за маркграф Хесо фон Баден († 1297).

## Фамилия
Хайнрих II се жени за Аделхайд фон Цигенхайн († 1322), дъщеря на граф Готфрид VI фон Цигенхайн († 1304) и Матилда фон Хесен († 1332), дъщеря на ландграф Хайнрих I фон Хесен (1244 – 1308). Те имат децата:
- Герхард VI († 1344)
- Йохан фон Ринек († 1365), женен за Хайлвиг фон Изенбург-Бюдинген († 1367)
- Елизабет († сл. 1322), монахиня в Шьонау
- Метце († сл. 1322), монахиня в Шьонау
- Готфрид